# Weißewarte
Weißewarte is een plaats en voormalige gemeente in de Duitse deelstaat Saksen-Anhalt, en maakt deel uit van de Landkreis Stendal.
Weißewarte telt 426 inwoners.